# گل‌ساعتی بدبو
گل‌ساعتی بدبو (نام علمی: Passiflora foetida) نام یک گونه از سرده گل ساعتی است.